# 赫尔曼·恩格尔哈德
赫尔曼·恩格尔哈德（德語：Hermann Engelhard，1903年6月21日—1984年1月6日），德国男子田径运动员。他曾代表德国参加1928年夏季奥林匹克运动会田径比赛，获得一枚银牌和一枚铜牌。